# Симоне Ланг
Симоне Ланг (на немски: Simone Lang) е бивша състезателка по фигурно пързаляне на Източна Германия и след това на Обединена Германия.

## Биография
Родена е на 30 април 1971 г. в Карлмарксщат, Германската демократична република.
Тя печели медал в първенството на Източна Германия и 3 медала в първенствата на Обединена Германия.
Завоюва медали на международни турнири, включително на Международния съюз по пързаляне с кънки (ISU):
- сребърен (1989) в Канада;
- бронзов (1989) на „Скейт Америка“, организиран в рамките на Гран при на фигурното пързаляне от САЩ и ISU,
- златен (1992) на „Небелхорн Трофи“ (Nebelhorn Trophy), организиран от Германския съюз и ISU всяка година в Оберстдорф, Германия.

Ланг е на 4-то място в класацията на Международния съюз по пързаляне с кънки (ISU) през 1989 г. и през 1992 г. на европейски първенства.
Треньори на Симоне Ланг са Юта Мюлер в Карлмарксщат и по-късно Петър Юнас в Оберстдорф и Дюселдорф.